# Blepharis paradoxa
Blepharis paradoxa är en akantusväxtart som beskrevs av Karl Fritsch. Blepharis paradoxa ingår i släktet Blepharis och familjen akantusväxter. Inga underarter finns listade i Catalogue of Life.